# Park Narodowy Nahuel Huapi
Park Narodowy Nahuel Huapi (hiszp. Parque nacional Nahuel Huapi) – park narodowy w Argentynie, założony w 1934 roku, uznany za ostoję ptaków IBA, obejmuje ochroną obszar Andów na terenie Patagonii z licznymi polodowcowymi jeziorami, m.in. jeziorem Nahuel Huapi. Od 2007 roku wraz z Parkiem Narodowym Lanín, Parkiem Narodowym Lago Puelo, Parkiem Narodowym Los Arrayanes, Parkiem Narodowym Los Alerces i rezerwatami przyrody w tej części Patagonii tworzy rezerwat biosfery UNESCO o nazwie „Andino Norpatagonica”. 

## Historia
Park Narodowy Nahuel Huapi był – obok Parku Narodowego Iguazú – jednym z pierwszych parków narodowych utworzonych na terenie Argentyny. Parki te zostały wydzielone z założonego 8 kwietnia 1922 roku dekretem prezydenta Hipólito Yrigoyena (1852–1933) pierwszego parku narodowego – Parque Nacional del Sud (pol. „Park Narodowy Południa”). Przekształcenia dokonano na mocy ustawy Nr 12.103 z 30 września 1934 roku, która dała podstawę prawną do tworzenia krajowych obszarów chronionych.
Park obejmuje ochroną obszar o powierzchni 717,261 ha (7172,61 km²) w prowincjach Río Negro i Neuquén w Patagonii w zachodnio-południowej części Argentyny. Ochroną objęty jest obszar górski Andów z licznymi polodowcowymi jeziorami, m.in. jeziorem Nahuel Huapi i szczytami powyżej 3 tys. m n.p.m. Tronador (3491 m n.p.m.) oraz obszary wyżynne i stepowe u podnóża Andów.   
W 2016 roku park odwiedziło prawie 400 tys. zwiedzających. 

## Geografia

### Klimat
Według klasyfikacji klimatów Köppena park leży w strefie klimatu umiarkowanego zimnego. Występują tu wilgotne zimy z częstymi opadami śniegu i średnią temperaturą 2–4° C oraz suche lata o średniej temperaturze 14–16° C. Na zachodzie dochodzi do obfitych opadów deszczu (4000 mm średnio na rok w Puerto Blest) – mniejsze opady (600 mm) występują na wschodzie w strefie stepowej. 

### Flora i fauna
60% powierzchni parku zajmują lasy andyjskie zdominowane przez takie gatunki drzew jak: ficroja cyprysowata, Austrocedrus chilensis i Nothofagus dombeyi (endemit). Na bardziej wilgotnych terenach rosną rośliny zaroślowe m.in. Saxegothaea conspicua i Podocarpus nubigenus.
Park zamieszkuje ok. 200 gatunków kręgowców, w tym ok. 120 gatunków ptaków, ok. 42 gatunków ssaków, 13 – płazów, 12 gadów i 11 ryb. 24 gatunki zwierząt uznawane są za gatunki o szczególnym znaczeniu, m.in. zagrożone wyginięciem Lontra provocax (gatunek wydry, który jest symbolem parku), huemal chilijski i ocelot chilijski, oraz kormoran niebieskooki, torbik bambusowy, zbrojówka, kondor wielki, puma, pudu, gwanako andyjskie, nibylis argentyński i tukotuko patagoński.
Park jest uznany za ostoję ptaków IBA.